# Pavel Dědeček

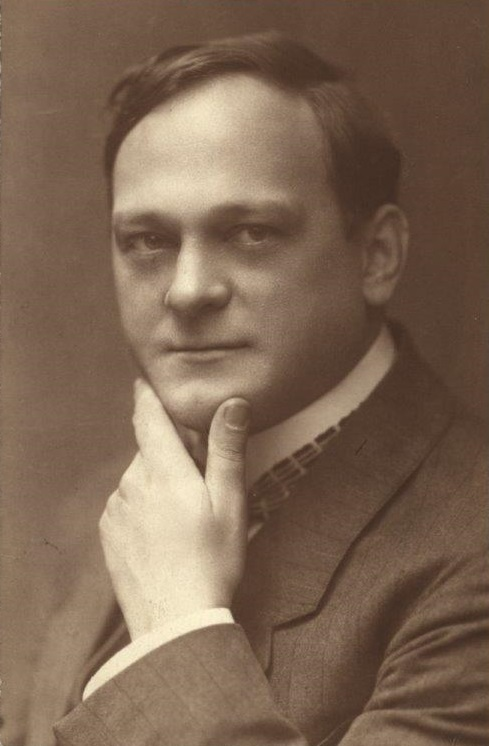
Pavel Dědeček

Pavel Dědeček (* 27. Dezember 1885 in Prag; † 23. November 1954 ebenda) war ein tschechoslowakischer Dirigent und Musikpädagoge.

## Leben und Karriere
Dědeček wirkte als Dirigent in Brünn und Bratislava und war Chef des Opernhauses von Pilsen. Er unterrichtete Dirigieren am Konservatorium Prag. Zu seinen Schülern gehören Rafael Schächter, Zbyněk Vostřák, Karel Husa, Hynek Sluka, Jindřich Praveček, Václav Neumann, Václav Smetáček, Karel Ančerl, Viktor Kalabis, Tibor Andrašovan, Karel Berman, Jarmil Burghauser, Jan Hanuš und Miloslav Kabeláč.